# Grote Prijs van Québec 2012
De Grote Prijs van Quebec 2012 (Frans: GP Cycliste le Québec) was de derde editie van de jaarlijkse wielerwedstrijd die sinds 2010 deel uitmaakt van de UCI World Tour. De wedstrijd speelde zich, zoals de naam al doet vermoeden, af in en buiten de Canadese stad Quebec en werd verreden op 7 september.
De wedstrijd werd gewonnen door de Australiër Simon Gerrans, voor de Belg Greg Van Avermaet.

## Deelnemende ploegen
| 18 UCI World Tour-ploegen | 18 UCI World Tour-ploegen | 18 UCI World Tour-ploegen | 3 wildcards                 |
| ------------------------- | ------------------------- | ------------------------- | --------------------------- |
| AG2R-La Mondiale          | Lampre-ISD                | Sky ProCycling            | Cofidis, le crédit en ligne |
| Astana Pro Team           | Liquigas-Cannondale       | Team Garmin-Sharp         | Europcar                    |
| BMC Racing Team           | Lotto-Belisol             | Team Katjoesja            | Spidertech Powered by C10   |
| Euskaltel-Euskadi         | Omega Pharma-Quick Step   | Team Movistar             |                             |
| FDJ-BigMat                | Rabobank                  | Saxo Bank-Tinkoff Bank    |                             |
| Orica-GreenEdge           | RadioShack-Nissan-Trek    | Vacansoleil-DCM           |                             |

## Uitslag
| Grote Prijs van Quebec 2012 |                   |                         |          |
| Plaats                      | Naam              | Ploeg                   | Tijd     |
| Winnaar                     | Simon Gerrans     | Orica-GreenEdge         | 4u53'04" |
| 2                           | Greg Van Avermaet | BMC Racing Team         | + 1"     |
| 3                           | Rui Alberto Costa | Team Movistar           | + 4"     |
| 4                           | Luca Paolini      | Katjoesja               | z.t.     |
| 5                           | Tom-Jelte Slagter | Rabobank                | z.t.     |
| 6                           | Diego Ulissi      | Lampre-ISD              | z.t.     |
| 7                           | Thomas Voeckler   | Team Europcar           | z.t.     |
| 8                           | Fabian Wegmann    | Garmin-Sharp            | + 5"     |
| 9                           | Gerald Ciolek     | Omega Pharma-Quick Step | z.t.     |
| 10                          | François Parisien | Team SpiderTech-C10     | z.t.     |

2010 · 2011 · 2012 · 2013 · 2014 · 2015 · 2016 · 2017 · 2018 · 2019 · 2020-2021 · 2022 · 2023 · 2024
 Tour Down Under · 
 Parijs-Nice · 
 Tirreno-Adriatico · 
 Milaan-San Remo · 
 Ronde van Catalonië · 
 E3 Harelbeke · 
 Gent-Wevelgem · 
 Ronde van Vlaanderen · 
 Ronde van het Baskenland · 
 Parijs-Roubaix · 
 Amstel Gold Race · 
 Waalse Pijl · 
 Luik-Bastenaken-Luik · 
 Ronde van Romandië · 
 Ronde van Italië · 
 Critérium du Dauphiné · 
 Ronde van Zwitserland · 
 Ronde van Frankrijk · 
 Ronde van Polen · 
  Eneco Tour · 
 Clásica San Sebastián · 
 Ronde van Spanje · 
 Vattenfall Cyclassics · 
 GP Ouest France-Plouay · 
 Grote Prijs van Quebec · 
 Grote Prijs van Montreal · 
 UCI Ploegentijdrit · 
 Ronde van Lombardije · 
 Ronde van Peking